# Снайфедльснес
Снайфедльснес (ісл. Snæfellsnes) — півострів в Ісландії на захід від Боргар-фьорд.

## Опис

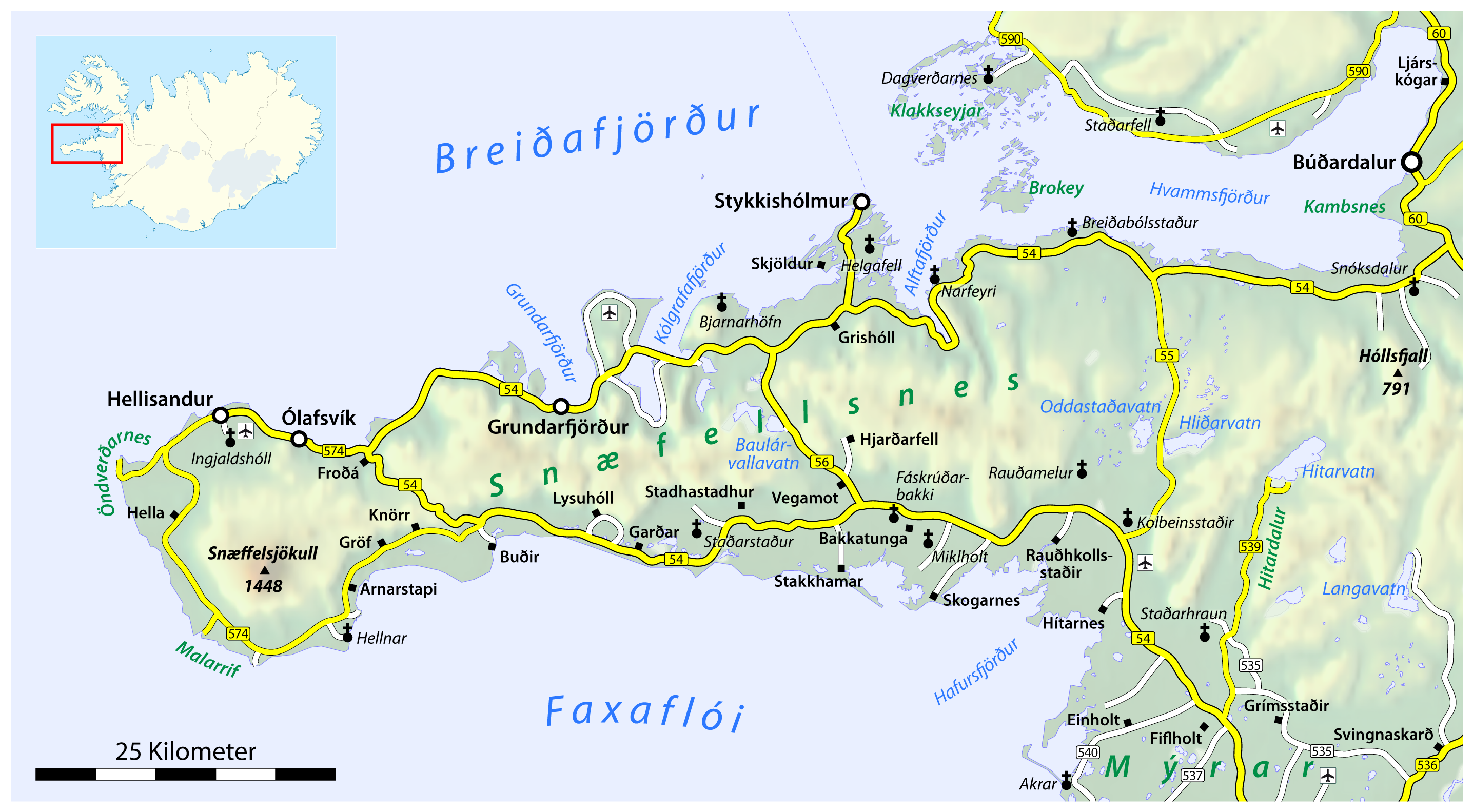
Півострів Снайфедльснес

Півострів має назву Ісландія в мініатюрі, тому що в цьому районі можна знайти багато національних визначних пам'яток, включаючи вулкан Снайфетльсйокутль, що є одним із символів Ісландії з висотою 1446 м. Це найвища гора на півострові і має льодовик на його вершині (jökull означає «льодовик» ісландською). Вулкан можна побачити в ясні дні з Рейк'явіка, відстань близько 120 км. Область, що оточує Снайфедльснес, має чотири національні парки Ісландії.

## Географія
Півострів Снайфедльснес знаходиться на заході Ісландії, на території регіону Вестурланд. Назву свою він отримав по розташованому на його західному краю гори-вулкана Снайфетльсйокутль.

## Геологія
Півострів утворився близько 7 мільйонів років тому, коли в цьому районі йшла активна вулканічна діяльність, викликана зміщенням материкових платформ. Потім настав «спокійний» період; проте близько 2 мільйонів років тому вулканічна діяльність відновилася — спершу в центрі півострова, а згодом і на узбережжі. Вулканічна система Льйосуфйоль на східному краю півострова, завдовжки понад 90 км, є найдовшою активною вулканічною системою Ісландії. Останнє виверження в Льйосуфйолі було зареєстровано в XII столітті, при цьому загинули 80 осіб, в тому числі що перебував тут єпископ Скалгольту Магнус Ейнарсон. На згадку про цю подію на півострові був заснований монастир, який проіснував до середини XIII століття.

## Населення

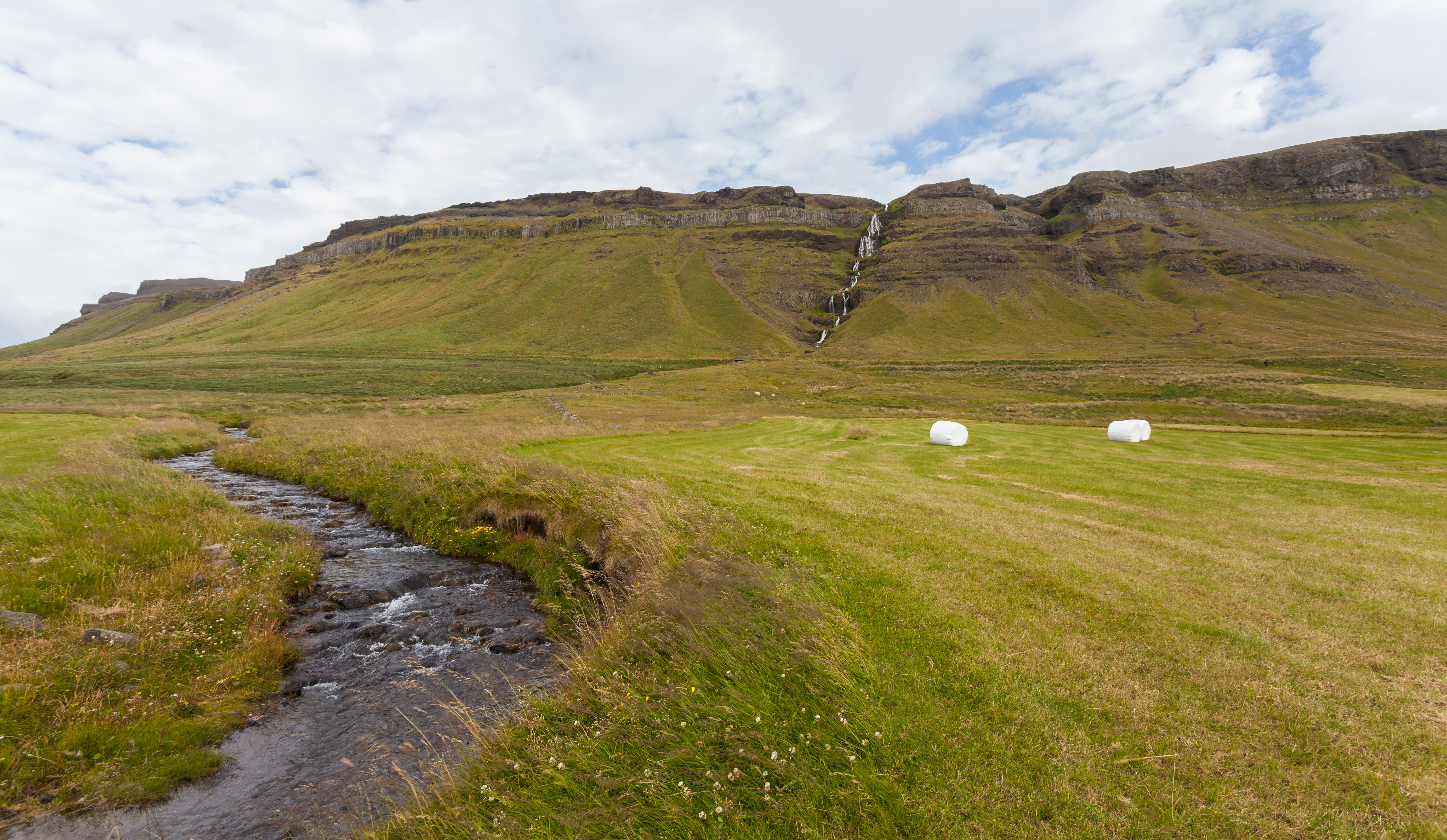
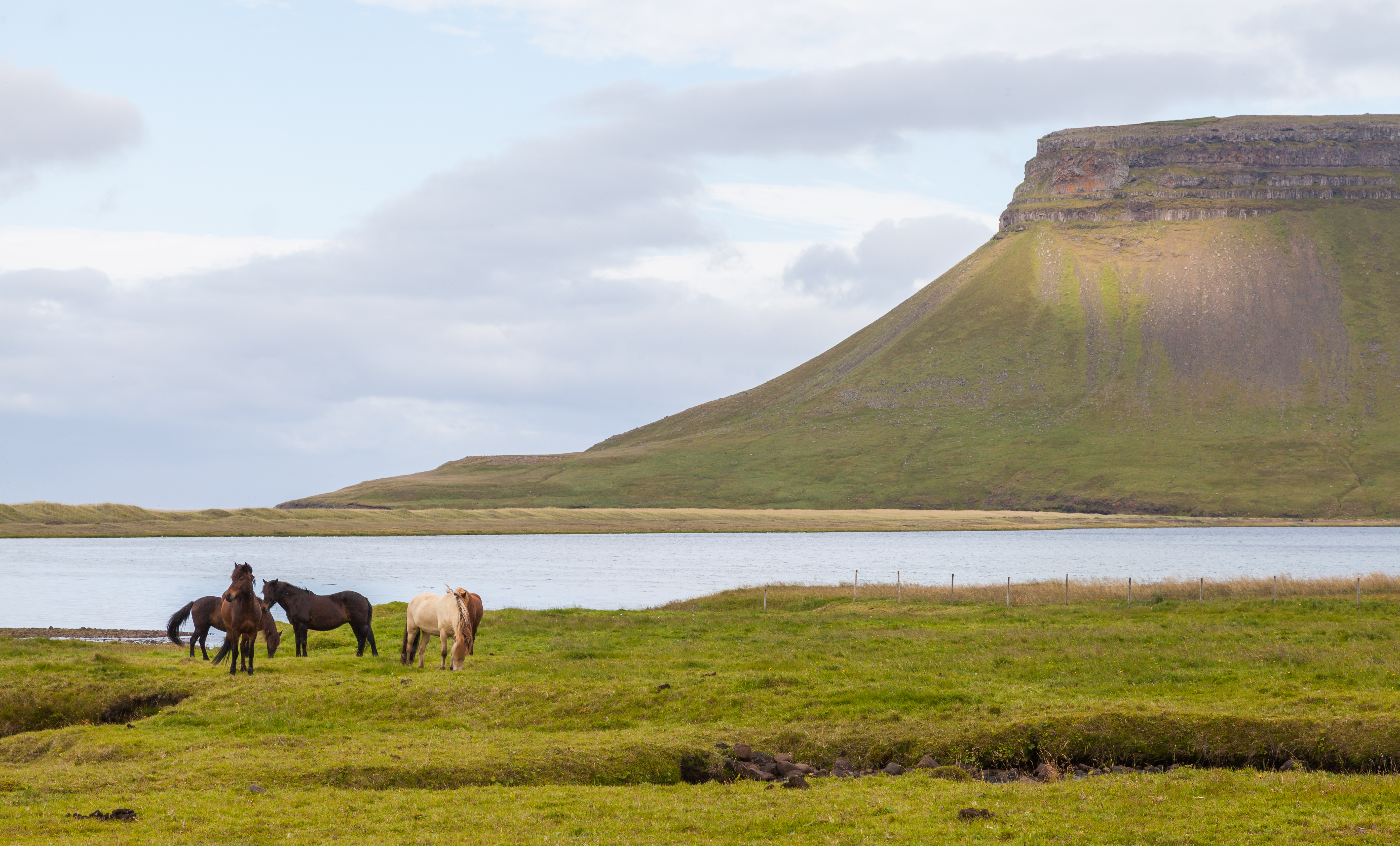
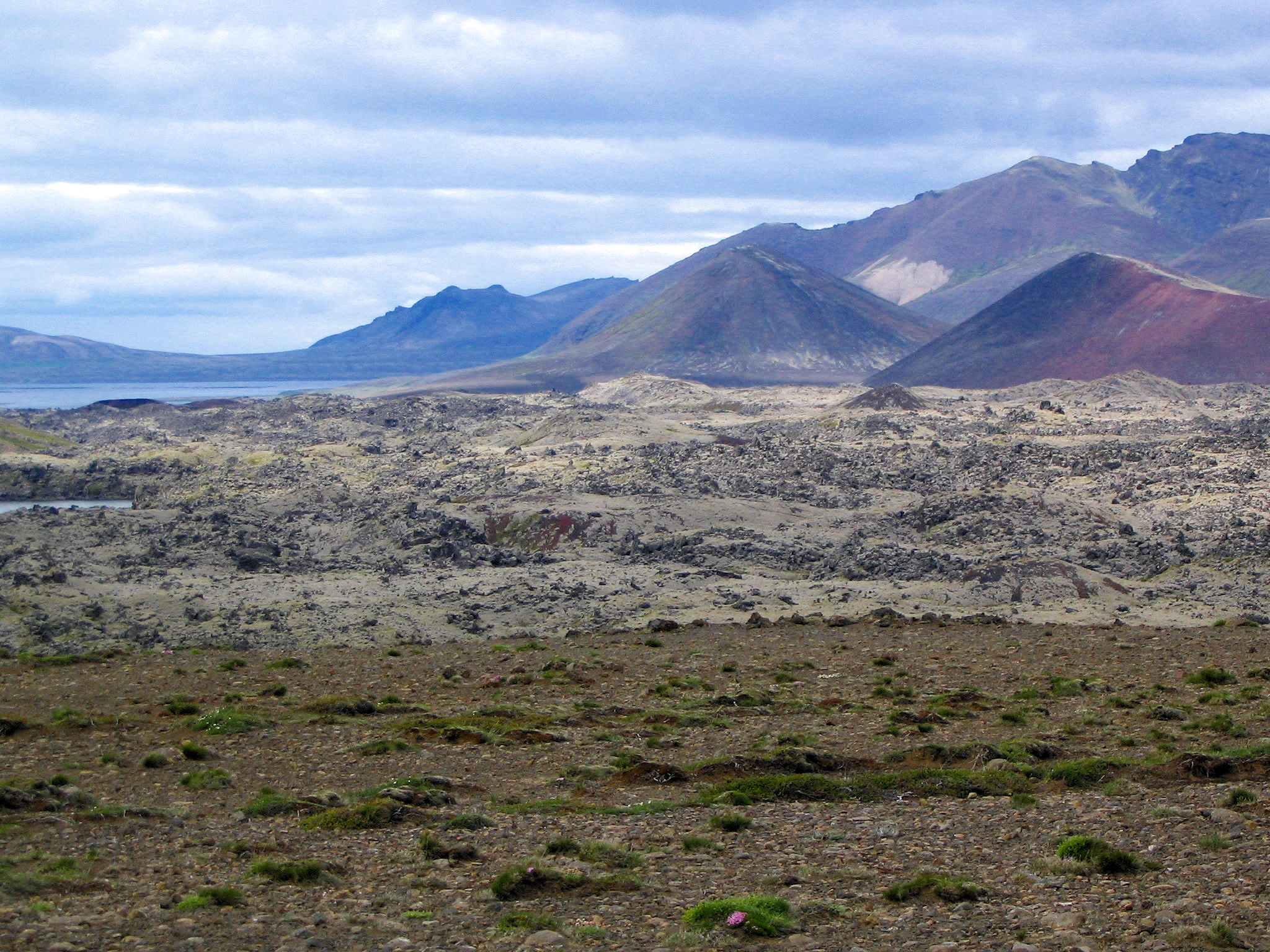
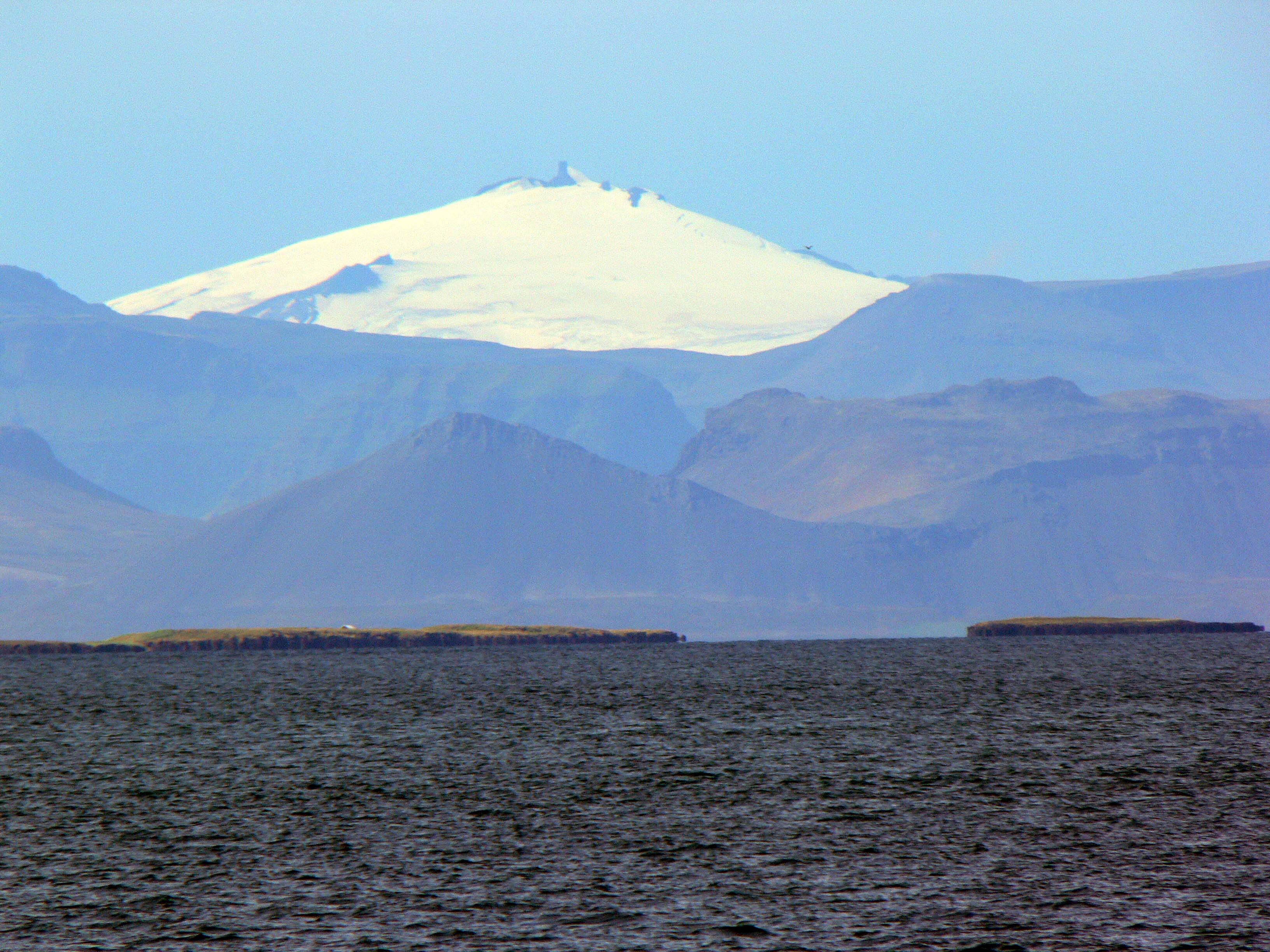
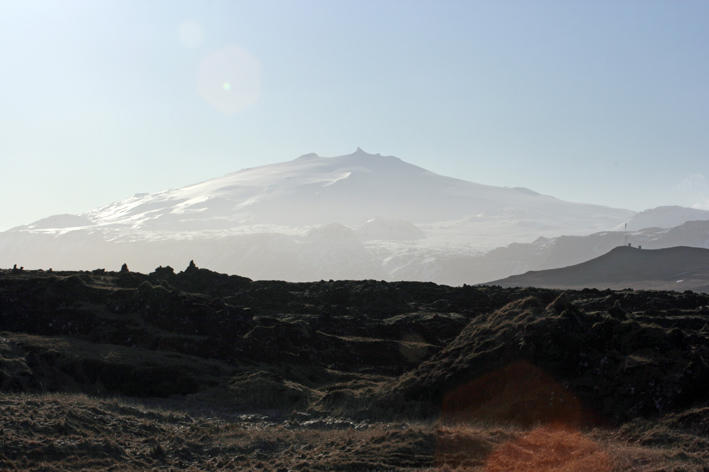
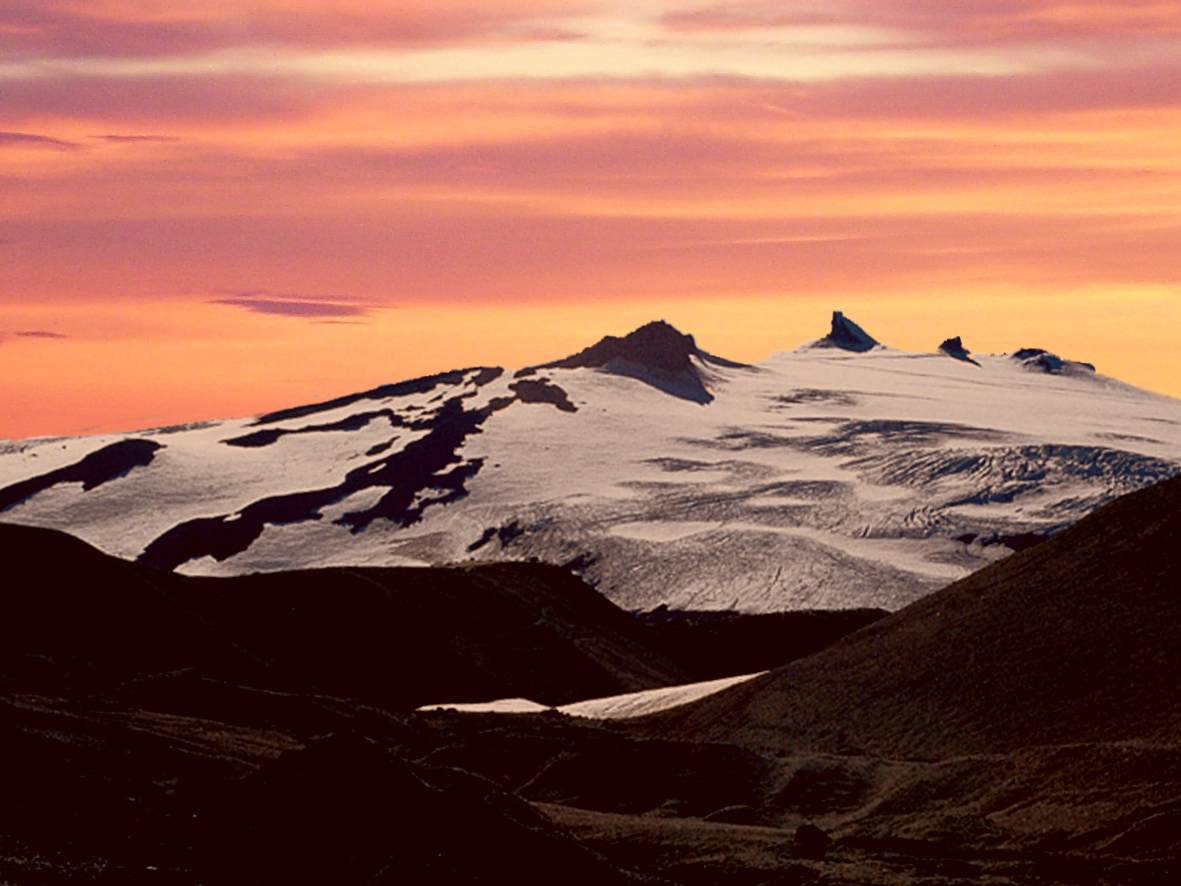
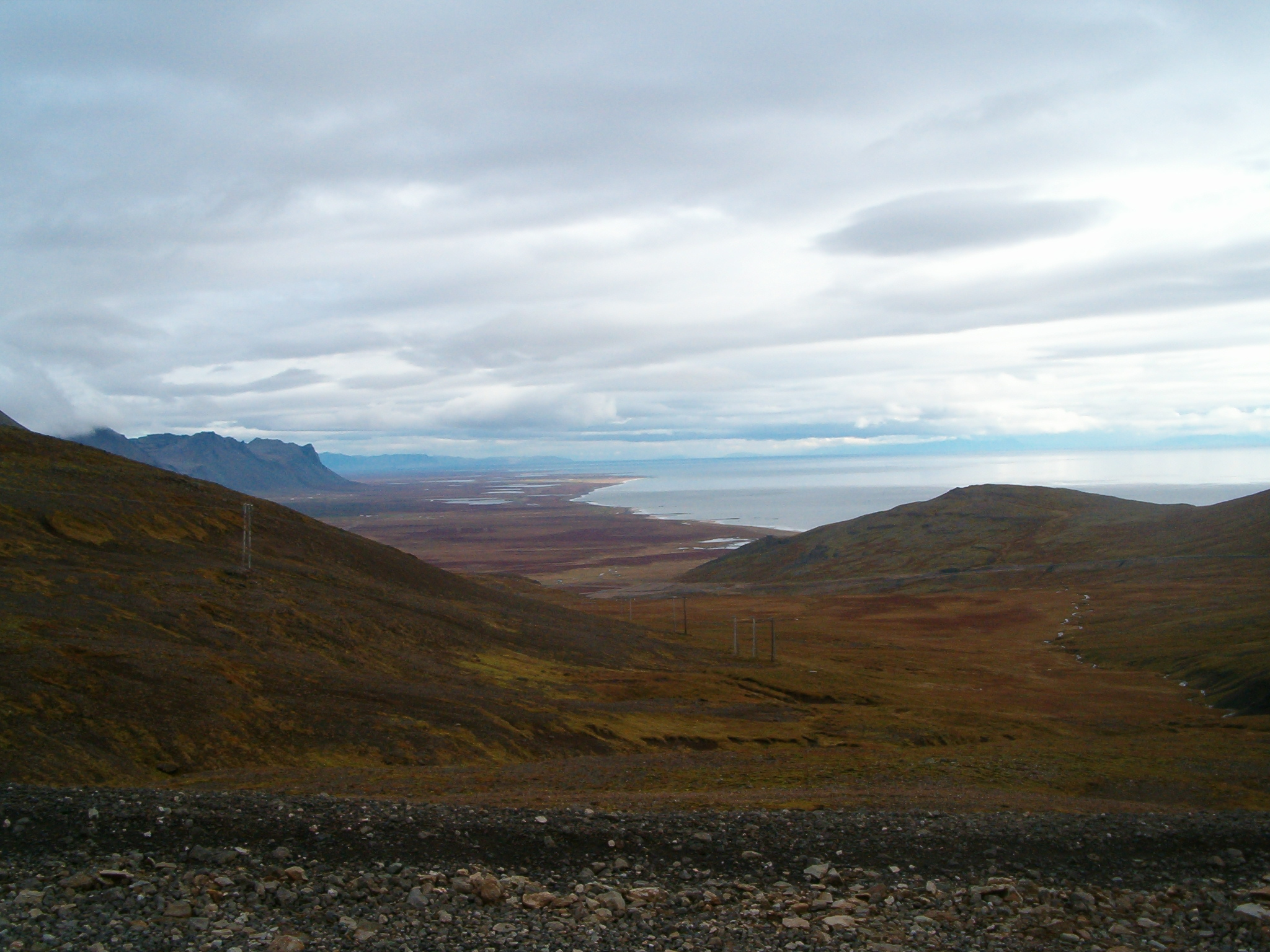

Півострів слабо заселений. Серед міст слід назвати Оулафсвік, Грюндарфьордур, Стіккісгоульмюр. Одним із найвідоміших місць є селище Гетльнар, у минулому важливий риболовецький пункт на півострові.
Біля селища Гедліссандур розташована ісландська радіостанція, що виходить в ефір на довгих хвилях. Раніше станція була навігаційним маяком системи LORAN-C Північно-Атлантичного ланцюга (GRD 7970). Висота її трансляційної установки (радіощогла Гуфускалар) становить 412 м і є найвищою спорудою в Західній Європі.

## Відомі люди

### Народилися
- Еггерт Оулафссон (1726—1768) — ісландський дослідник, географ і філолог, науковий письменник.